# Araneus microtuberculatus
Araneus microtuberculatus là một loài nhện trong họ Araneidae.
Loài này thuộc chi Araneus. Araneus microtuberculatus được Alexander Petrunkevitch miêu tả năm 1914.